# Danablu

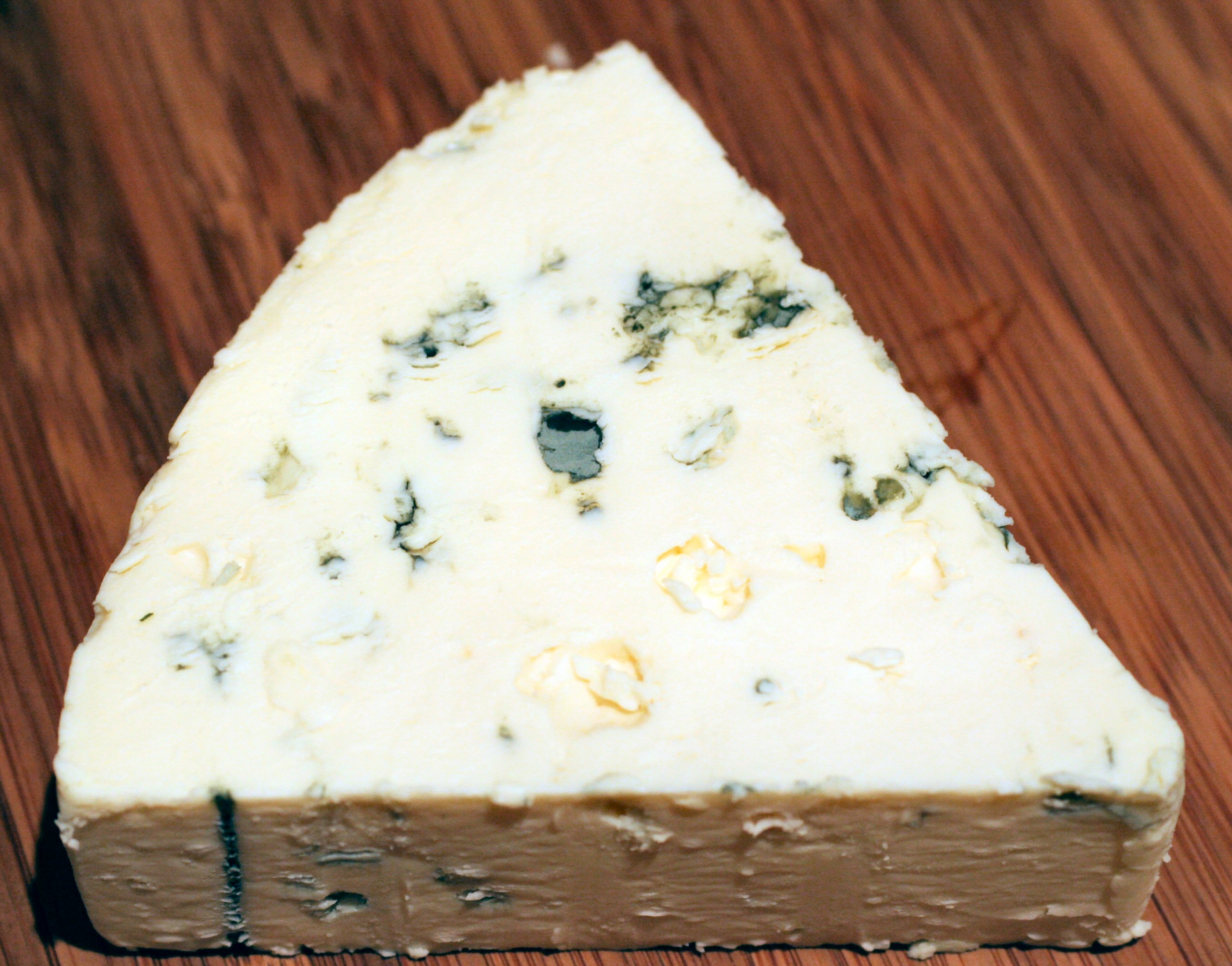
Danablu

Danablu, international Danish Blue, ist ein halbfester Blauschimmelkäse aus Dänemark. Er ähnelt dem Roquefort, wird jedoch aus Kuhmilch hergestellt. Sein Fettgehalt i. Tr. beträgt 50–60 %, teilweise 80 % (als Doppelrahmkäse).
Bei der Herstellung wird der junge Käse mit Blauschimmel der Art Penicillium roqueforti geimpft und reift etwa acht bis zwölf Wochen. In dieser Zeit verbreitet sich der Blauschimmel in den Hohlräumen des Käsebruchs, in einigen sammelt sich Milchfett, wodurch die blauen und gelben Flecken entstehen. Es bildet sich eine dünne und feuchte, weiß bis gelblich gefärbte Rinde, die mitgegessen werden kann. Je nach Reifegrad sind Geschmack und Geruch mild bis würzig, generell aber sanfter als bei Roquefort.
Erfunden wurde Danablu zu Beginn des 20. Jahrhunderts von dem dänischen Käsemacher Marius Boel nach dem Vorbild des Roquefort. Zu den wichtigsten Herstellern heute gehört Arla Foods in Viby mit den Marken „Arla“, „Rosenborg“ und „Castello“.